# Patricia Figueroa
Patricia Olga Figueroa Vásquez, (Lima, Perú, 21 de junio de 1969) es una presentadora de televisión, modelo, empresaria y periodista peruana nacionalizada costarricense. Actualmente es la presentadora de la revista matutina Giros de Repretel junto con el actor Italo Marenco y la modelo costarricense, María Teresa Rodríguez. También fue presentadora del noticiero Noticias Repretel.

## Estudios
Estudió ciencias de la comunicación con énfasis en publicidad en el Instituto peruano de publicidad y en la universidad de Lima.